# Isla Misima
La Isla Misima, de formación volcánica, cuenta con una dimensión de 202,5 km² y forma parte del Archipiélago de las Luisiadas, ubicado en la Provincia de Bahía Milne, Papúa Nueva Guinea.

## Historia
Estuvo habitada por austronesios desde aproximadamente el año 1500 a. C. La isla fue avistada en 1768 por el capitán francés Louis Antoine de Bougainville y explorada en 1793 por el explorador francés Antoine Bruni d'Entrecasteaux. La isla Misima debe su nombre a Élisabeth-Paul-Édouard de Rossel, que fue teniente del contraalmirante Antoine Bruny d'Entrecasteaux durante su viaje de exploración científica. En 1888, el Imperio Británico anexó la isla Misima y pasó a formar parte de la Nueva Guinea Británica (desde 1904, el Territorio de Papúa administrado por Australia).
En 1942, se temía una invasión japonesa en el contexto de la Segunda Guerra Mundial. Por este motivo, se generó un ambiente convulsionado, caracterizado por saqueos y desórdenes, que terminó en castigos y muertes de lugareños a manos de europeos. También hubo algunos intentos de levantamiento que provocaron otras bajas en la población local. 
Desde 1975, Misima pertenece al estado independiente de Papúa Nueva Guinea. En 1990, una corporación internacional abrió una mina de oro y plata en la isla. Las minas proporcionaban trabajo a los isleños, aunque las condiciones laborales no eran óptimas. Durante 15 años se extrajeron 3.7 millones de onzas de oro.
La mina se cerró oficialmente en 2004, debido a la carga excesiva sobre el medio ambiente, y los riesgos para la salud pública. Estos sucesos inspiraron algunos documentales.

## Geografía
La isla mide 40 por 10 km (24,9 por 6,2 millas) y tiene una superficie de 2 145 km² (828 millas cuadradas). Se encuentra a unos 20 km al norte del extremo noroeste de la barrera de coral de Vanatinai, en la Isla Isu Raua Raua, y a 80 km al noroeste de la propia Isla Vanatinai.
Misima es montañosa y densamente boscosa. El monte Koia Tau, a una altitud de 1036 m, es la cima más alta del Archipiélago de las Luisiadas. El 24 de diciembre de 2016, Kolbe Bare, un geólogo de Papúa Nueva Guinea, y dos lugareños, David Kaliton y Kaliton Ada, realizaron el primer ascenso registrado a la cima de Koia Tau. 

### Clima
El clima local es tropical, moderado por los vientos alisios del noreste. Hay estación seca del 1 de diciembre al 31 de mayo, y una estación húmeda del 1 de junio al 30 de noviembre. Como se encuentra cerca del ecuador, la temperatura no fluctúa mucho entre el invierno y el verano.